# Rasputin – der wahnsinnige Mönch
Rasputin – der wahnsinnige Mönch ist ein 1965 entstandener, britischer Historienfilm aus der Hammer Films-Produktion mit Christopher Lee in der Haupt- bzw. Titelrolle. Regie führte Don Sharp.

## Handlung
Der russische Mönch Rasputin hat sich auf dem Lande fern der Hauptstadt St. Petersburg einen Namen als mysteriöser Wunderheiler gemacht. Seine letzte diesbezügliche Großtat war die Heilung der Frau eines Wirts. Der bärtige Mönch mit den durchdringenden Augen hat sich im Laufe der Jahre aber auch reichlich Feinde gemacht. Rasputin gilt als maßlos und wollüstig, seine Gewalttätigkeit und sein Frauenverschleiß sind legendär. Als er sich für seine diesbezüglichen Verfehlungen vor dem Bischof rechtfertigen soll, spricht sich zwar der Wirt für Rasputin aus, der orthodoxe Mönch aber bestreitet seine Vergehen nicht und erklärt, seine Sünden würde er nur deshalb begehen, damit Gott ihm irgendetwas vergeben könne. Mit diesem Selbstbewusstsein ausgestattet, lässt sich Rasputin auch nicht von der bischöflichen Auslassung beeindrucken, Rasputin würde mit dem Teufel im Bunde stehen und hätte seine heilenden Kräfte von diesem erhalten.
Um weiteren Fehden mit seinem obersten Kirchenfürst aus dem Wege zu gehen, begibt sich Rasputin anschließend nach St. Petersburg, wo er Obdach bei Dr. Zargo findet. Von sich selbst zutiefst überzeugt, plant Rasputin nicht weniger, als die Zarin Alexandra für sich zu gewinnen. Zugang zu diesen allerhöchsten Kreisen soll ihm ihre Hofdame Sonja verschaffen. Mit seiner Manneskraft beglückt er nicht nur die junge Frau, sondern kann sie von seinen Heilkräften bezeugen. Als er zur Zarin vorgelassen wird, versetzt er diese in Trance und bringt sie dazu, unwillentlich einen Unfall herbeizuführen, bei dem sich ihr kränklicher und schwächlicher Sohn, der Zarewitsch und seines Zeichens Bluter, leicht verletzt. Prompt wird Rasputin an den Hof gebeten, um zu helfen. Beim nächsten Mal kann Rasputin die Zarin sogar in Hypnose versetzen, sodass sie ihren derzeitigen Leibarzt entlässt und diesen durch den Rasputin-hörigen Dr. Zargo ersetzt. Rasch beginnt sich der einstige Hinterwäldler Rasputin am Hof unentbehrlich zu machen.
Seine Gier nach Anerkennung, Macht und Ruhm und dem Ohr der Zarin ruft aber auch schnell Opposition in Hochadels- und Offizierkreisen hervor. Man neidet dem selbstgefälligen, grobschlächtig und unzivilisiert wirkenden „Bauern“, wie die Petersburger Elite ihn abfällig nennt, seinen Einfluss bei Hofe und beginnt zu befürchten, dass dieser Einfluss für das Land äußerst schädlich sein könnte. Auch Sonjas Bruder Peter, außer sich vor Zorn, dass der derbe Mönch aus den sibirischen Hinterwäldlern seine zarte Schwester in seinen Augen geschändet hatte, schließt sich einer kleinen Verschwörertruppe an, die Rasputin schnellstmöglich loswerden will. Doch Peter wird bald ausgeschaltet und sein Gesicht von Säure, die er ins Gesicht geschüttet bekommt, grässlich entstellt, bis ihn der Tod erlöst.
Iwan, ein weiterer Verschwörer, plant nun, Rasputin in eine Falle zu locken, um ihn dort mit einigen Helfershelfern umbringen zu können. Er lässt den Mönch glauben, dass seine Schwester Vanessa sexuell an ihm interessiert sei und arrangiert für die beiden ein geheimes Treffen. Dort hat ausgerechnet Dr. Zargo gereichte Schokolade und Wein vergiftet. Zwar lässt dies Rasputin umfallen, doch der Bär von einem Mann ist mit Gift allein nicht umzubringen. Insgesamt drei Männer versuchen nun, Rasputin endgültig zu ermorden, doch der Wundermönch scheint unbesiegbar. In seinem Todeskampf kann er sogar noch seinen einstigen Mitstreiter Dr. Zargo erstechen. Schließlich wirft Iwan Rasputin aus einem hochgelegenen Fenster, und Rasputin kommt durch den Sturz zu Tode.

## Produktionsnotizen
Rasputin – der wahnsinnige Mönch wurde unmittelbar im Anschluss von Blut für Dracula (1965) in denselben Kulissen und mit demselben Hauptdarsteller (Lee) gedreht und am 6. März 1966 in London uraufgeführt. In Deutschland lief der Film nie im Kino an, sondern wurde lediglich im August 2004 als DVD herausgebracht.
Die Filmbauten kreierte Bernard Robinson.

## Kritiken
Der Movie & Video Guide fand einerseits, dass das Drehbuch „ungewöhnlich schlecht“ sei, dass aber andererseits Christopher Lee es gelänge, durch seine Darstellung den Film zu retten.
Halliwell’s Film Guide konstatierte, der Film böte „eine trostlose Ausrede, Christopher Lee Amok laufen zu lassen“.